# Yolanda av Italien
Yolanda av Italien, född 1901, död 1986, var en italiensk prinsessa, dotter till Viktor Emanuel III och Elena av Montenegro. 
Hon gifte sig 1923 med greve Giorgio Calvi di Bergolo. 